# Ghiacciaio Heilman
Il ghiacciaio Heilman è un ghiacciaio tributario situato nella regione meridionale della Dipendenza di Ross, nell'Antartide orientale. Il ghiacciaio, il cui punto più alto si trova a circa 2000 m s.l.m., si trova nella regione settentrionale dei monti della Regina Elisabetta, nell'entroterra della costa di Shackleton, e fluisce verso nord a partire dal versante settentrionale del monte Sandved e scorrendo tra il versante occidentale dei picchi Svaton e quello orientale del monte Hofmann, fino a unire il proprio flusso a quello del ghiacciaio Nimrod.

## Storia
Il ghiacciaio Heilman è stato mappato da membri dello United States Geological Survey (USGS) grazie a fotografie aeree scattate dalla marina militare statunitense nel periodo 1960-62, e così battezzato dal Comitato consultivo dei nomi antartici in onore di William L. Heilman, un glaciologo del Programma Antartico degli Stati Uniti d'America di stanza sull'isola Roosevelt nella stagione 1961-62.